# 우에노 나츠히
우에노 나츠히(上野なつひ (うえの なつひ), 1985년 7월 13일 ~ )는 일본의 배우이다.